# Посёлок имени Дзержинского (Московская область)
имени Дзержинского — посёлок в Можайском районе Московской области, в составе городского поселения Можайск.

## География
Посёлок расположен у восточной окраины Можайска, высота центра над уровнем моря 199 м.
Ближайшие населённые пункты — деревня Кожухово и посёлок Строитель.

## История
До 2006 года посёлок входил в состав Кожуховского сельского округа.

## Население
| 2002 | 2006 | 2010  |
| ---- | ---- | ----- |
| 1162 | ↘786 | ↗3003 |

## Инфраструктура
В посёлке расположены 2 садовых товарищества, гимназия №4, а также женская исправительная колония, воспитательная колония и следственный изолятор.